# Schaffelberggraben
Der Schaffelberggraben ist ein Bach in den Ammergauer Alpen auf dem Gebiet der Gemeinde Oberammergau im Landkreis Garmisch-Partenkirchen in Bayern. Er ist etwa 850 Meter lang, hat ein Einzugsgebiet von etwa 16 Hektar und mündet am Westrand des Weidmooses von rechts in den Mühlbach.

## Verlauf
Der Schaffelberggraben entspringt zwischen Schaffelberg und Latschenköpfel auf einer Höhe von etwa 1200 m ü. NHN und verläuft ungefähr nach Südwesten. Etwa 150 Meter südlich der Bärenhöhle erreicht der Bach den Talgrund, unterquert die Bundesstraße 23 und mündet nach etwa 100 Metern auf einer Höhe von 838 m ü. NHN von rechts in den von der Ettaler Mühle kommenden Mühlbach, der dann selbst weniger als 100 Meter weiter von rechts in die Ammer einfließt.